# پس از مهمانی رقص
پس از مهمانی رقص (انگلیسی: After the Ball) فیلمی به کارگردانی ژرژ ملی‌یس است که در سال ۱۸۹۷ منتشر شد. این فیلم قدیمی‌ترین فیلم شناخته‌شده در تاریخ سینما است که برهنگی شبیه‌سازی‌شده را نمایش می‌دهد.
پس از مهمانی رقص فیلمی کوتاه و صامت فرانسوی محصول سال ۱۸۹۷ به کارگردانی ژرژ ملی‌یس است. این فیلم توسط شرکت فیلم استار متعلق به ملی‌یس عرضه شد و در فهرست آثار آن شرکت با شمارهٔ ۱۲۸ ثبت شده‌است.

## داستان
یک خدمتکار زن به بانوی خود کمک می‌کند تا لباس‌هایش را درآورد (برهنگی به‌صورت شبیه‌سازی‌شده و با استفاده از زیرپوش چسبان نمایش داده می‌شود). سپس خدمتکار به بانوی خود در حمام کمک می‌کند، با ریختن آب بر او، و در پایان او را با حوله خشک کرده و روپوشی بر تنش می‌پوشاند.

## تولید
ملی‌یس نخستین فیلم‌سازی نبود که برهنگی شبیه‌سازی‌شده را در فیلمی به نمایش گذاشت؛ اوژن پیرو پیش‌تر در اواخر سال ۱۸۹۶ فیلمی با همین مضمون به نام حمام زن پاریسی ساخته بود (فیلم ملی‌یس گاهی با همین عنوان نیز شناخته می‌شود). همچنین باور بر این است که آنری ژولی، فیلم‌سازی که برای شارل پاته کار می‌کرد، از سال ۱۸۹۵ موضوعاتی با همین بار شهوانی را به تصویر کشیده بود. در نسخهٔ ملی‌یس، ژان دالسی نقش زن در حال استحمام را بازی می‌کند و جین بردی، هنرپیشه سالن‌های موسیقی، نقش خدمتکار را دارد.
ملی‌یس، دالسی و بردی فیلم پس از مهمانی را در فضای باز و مقابل پرده‌ای که بر دیوار دیوار باغ هلو در ملک خانوادگی ملی‌یس کشیده شده بود، فیلم‌برداری کردند. استودیوی شیشه‌ای نخست ملی‌یس تا آن زمان ساخته شده بود، اما هنوز قابل استفاده نبود زیرا دیوارهایش در حال تقویت بودند. بنا بر یادداشت‌هایی که دالسی به نوه‌اش، مادلن مالت-ملی‌یس، گفته بود، از ماسهٔ تیره به‌جای «آب» استفاده شده بود، چراکه دالسی در لباس چسبانش احساس سرما می‌کرد.